# Eduardo Alvariza
Eduardo Alvariza (Montevideo, 1 de julio de 1959) es un escritor, psicólogo, crítico y periodista uruguayo.
Es licenciado en psicología en 1984, vivió en Madrid entre 1988 y 1990.
Trabaja en el semanario uruguayo Búsqueda.
En 2001 Alvariza fue galardonado con el Premio Legión del Libro otorgado por la Cámara Uruguaya del Libro.

## Libros
- 1994, Rojo del cielo y otros cuentos.
- 2001, Ayer escuché a Miles.
- 2004, Los escritores dan risa.
- 2007, Antología de cuentos uruguayos contemporáneos.
- 2008, Mecanismo a válvula.